# ヒアブ
ヒアブ（芬: Hiab Oyj、英: Hiab Corporation）は、フィンランド・ヘルシンキに本拠を置き、陸上輸送用荷役機器の製造・販売を行う多国籍企業。ナスダック・ヘルシンキ上場企業（Nasdaq Nordic HIAB）。

## 沿革
ヒアブは元々1944年にスウェーデン中部のフディクスバルで設立された企業（Hydrauliska Industri AB）であるが、1985年にPartek Oyjに買収されたことからフィンランド資本となり、続いて2002年にPartek Oyjがコネに買収されたことから、ヒアブもその一部門となった。
3年後の2005年6月、コネからカーゴテック社（Cargotec Oyj）が分割設立されたのに伴い、ヒアブはカーゴテックの一部門となった。コネから分割後のカーゴテックは、陸上輸送（ヒアブ）、コンテナ（カルマル、Kalmar Industries AB）、海上輸送（マックグレゴー、MacGREGOR）の商業部門の連合により構成された。カーゴテックの海上輸送部門のマックグレゴーは元々イギリスに基礎がある会社であった。
2020年10月、産業用クレーン機器を製造するコネクレーンズとカーゴテックの合併計画が発表されたが、2022年3月にイギリスの規制当局が競争を阻害するとして阻止する方針を発表し、合併は中止された。
2024年7月、カーゴテックはコンテナ事業を行うカルマルを分割した。カルマルに続いて、投資会社トライトン・パートナーズへのマックグレゴーの売却が決定し、2025年3月26日の株主総会において、カーゴテックはヒアブへの社名変更を決定、その時点でカーゴテックのCEOは退任し、ヒアブ事業のスコット・フィリップスがCEOに就任することになった。

## 日本での事業
日本ではHiab Oyjの100％出資現地法人として「ヒアブ・ジャパン株式会社」（Hiab Japan Ltd）があり、横浜市（新横浜）にオフィスを持つ。2025年以前はカーゴテック・ジャパン株式会社であったが、本国での社名変更に伴い、2025年5月に商号を変更した。